# Riedelia umbellata
Riedelia umbellata là một loài thực vật có hoa trong họ Gừng. Loài này được Theodoric Valeton miêu tả khoa học đầu tiên năm 1914.

## Phân bố
Loài này được tìm thấy ở cao độ khoảng 1.100 m trong rừng trên dãy núi Bismarck, Papua New Guinea. Mẫu vật điển hình: F.R.R. Schlechter 18546 do Rudolf Schlechter thu thập ngày 30 tháng 10 năm 1908.